# Bembidion vinnulum
Bembidion vinnulum är en skalbaggsart som beskrevs av Thomas Casey. Bembidion vinnulum ingår i släktet Bembidion och familjen jordlöpare. Inga underarter finns listade i Catalogue of Life.